# Earl Thompson
Pour les articles homonymes, voir Thompson.
Œuvres principales
- Un jardin de sable
- Tatoo
- Comprendre sa douleur

Earl Thompson, né le 24 mai 1931 à Wichita au Kansas et mort le 9 novembre 1978  à Sausalito en Californie, est un écrivain américain.

## Biographie
Earl Thompson sert dans la Marine américaine en 1945-46 et dans l'Armée américaine en 1948-54, servant en tant que sergent de première classe, chef de char, et premier sergent. Le détail de son parcours est ensuite assez mal connu. Il a fréquenté l'Université du Missouri en 1954-57, et l'Université de Columbia en 1959-60. Il a vécu en Europe pendant plusieurs années, et a enseigné dans un atelier d'écriture à l'Université de Californie à Berkeley[réf. souhaitée]. 
Son premier roman, Un jardin de sable, décrit les événements de la naissance et de la petite enfance d'un personnage prénommé Jacky, dans les moindres détails. Tattoo reprend là où son premier roman s'arrête, avec l'engagement de son héros dans la Marine américaine. 
Ces deux romans sont d'inspiration autobiographique, avec comme protagoniste (appelé Jack MacDeramid dans le premier volet et Jack Andersen dans le second) un double très proche de Thompson lui-même.
Un jardin de sable a été nommé pour le National Book Award, et Tattoo sélectionné par le Club du Livre du de Mois.
Bien que le troisième roman de Thompson, Caldo Largo, s'éloigne de l'autobiographique la plus directe, il se déroule à bord d'un bateau de pêche, et est nourri de l'expérience de l'auteur.
Deux ans après la publication de Caldo Largo, Earl Thompson meurt d'une rupture d'anévrisme à Sausalito. Son quatrième et dernier livre, posthume, The Devil to Pay, vient clore la trilogie autobiographique entamée par les deux premiers. Cette fois le héros s'appelle Jarl Carlson (Jarl étant la forme scandinave du prénom Earl). C'est son ami et exécuteur testamentaire Gilmer Y. Waggoner qui se charge de la publication de ce livre plus court qu'Un jardin de sable et sa suite Tattoo.
Thompson ne sera publié en français que quarante ans après sa mort. Libération relève alors une ressemblance, dans les romans sur sa jeunesse, avec Mort à crédit de Céline.

## Œuvres
- Un jardin de sable[1], Monsieur Toussaint Louverture, 2018 ((en) Garden of Sand, G. P. Putnam's Sons, 1970), trad. Jean-Charles Khalifa, 832 p.  (ISBN 979-10-90724-42-6)
- Tattoo, Monsieur Toussaint Louverture, 2019 ((en) Tattoo, G. P. Putnam's Sons, 1974), trad. Jean-Charles Khalifa, 1024 p.  (ISBN 979-10-90724-77-8)Suite de Un jardin de sable
- (en) Caldo Largo, G. P. Putnam's Sons, 1976
- Comprendre sa douleur, Monsieur Toussaint Louverture, 2023 ((en) The Devil to Pay, New American Library, 1982), trad. Jean-Charles Khalifa, 499 p.  (ISBN 978-2-38196-115-6)Suite de Tatoo